# Gundam Evolve
Gundam Evolve (ガンダム イボルブ?, Gandamu iborubu), anche nota come Mobile Suit Gundam Evolve, è una serie di OAV ambientati nelle diverse linee temporali del franchise di Gundam. È stata prodotta dalla Sunrise per conto della Bandai e finalizzata in particolare a promuovere la vendita di determinati modellini Gunpla, cui erano inizialmente abbinati i relativi video CD. Nel  2001 furono prodotti i primi cinque video, ma il successo dell'iniziativa convinse la Bandai a produrne altri e a pubblicarli anche indipendentemente dall'abbinamento con i modellini. Ad oggi i video prodotti sono in tutto 15, raccolti in tre diversi DVD, noti come Gundam Evolve ../+ ("Plus"), Gundam Evolve ../Ω ("Omega") e Gundam Evolve ../Α ("Alpha").
I video, di durata compresa tra i 5 e gli 8 minuti, sono dedicati ciascuno a uno specifico mobile suit, e presentano spesso scene alternative relative a storie già raccontate nella cronologia ufficiale, oppure anche storie inedite, alternando diverse tecniche di animazione, dalla tradizionale cel animation a quella in 3D, fino all'animazione cel-shaded. Lo scopo di fondo è quello di mostrare i mobile suit facendo uso di una CGI di alta qualità.
Il logo della serie rappresenta un Core Fighter danneggiato alla deriva nello spazio, tratto da un fotogramma dell'ultimo episodio della prima serie Mobile Suit Gundam.

## Episodi
Vol. 1 - Gundam Evolve ../+

1. RX-78-2 Gundam (da Mobile Suit Gundam)
2. RX-178 Gundam Mark-II (da Mobile Suit Zeta Gundam)
3. GF13-017 God Gundam (da Mobile Fighter G Gundam)
4. RX-78 GP03S Dendrobium (da Mobile Suit Gundam 0083: Stardust Memory)
5. RX-93 ν Gundam (da Mobile Suit Gundam: Char's Counterattack)
Vol. 2 - Gundam Evolve ../Ω

6. YMF-X000A Dreadnought e CAT1-X1/3 Hyperion (da Mobile Suit Gundam SEED Astray)
7. XXXG-00W0 Wing Gundam ZERO Custom (da Gundam Wing)
8. GAT-X105 Strike Gundam (da Mobile Suit Gundam SEED)
9. MSZ-006 Zeta Gundam (da Mobile Suit Zeta Gundam)
10. MSZ-010 ZZ Gundam (da Mobile Suit Gundam ZZ)
Vol. 3 - Gundam Evolve ../Α

11. RB-79 Ball (da Mobile Suit Gundam)
12. RMS-099 Rick Dias (da Mobile Suit Zeta Gundam)
13. RMS-108 Marasai (da Mobile Suit Zeta Gundam)
14. Superdeformed Musha Gundam
15. Newtype Challia Bull (da Mobile Suit Gundam)

## Musiche
- Black Stars di Sumitada Azumano (Evolve 6, 7)
- SOLDIER -Kanashimi no shi di Chino (Evolve 8)
- Konnamon janai! di Shoichiro Hirata (Evolve 10)
- Time is on my side di Lisa (Evolve 11)
- Shift di Sachiko Tsujimoto (Evolve 14)
- Owaranu mirai di Jiro Kawakami